# Gabriele Missaglia
Gabriele Missaglia (Inzago, Llombardia, 24 de juliol de 1970) és un ciclista italià, ja retirat, que fou professional entre 1995 i 2008. Les seves principals victòries foren una etapa al Giro d'Itàlia de 1997, la HEW Cyclassics de 2000 i les dues principals curses per etapes asiàtiques: el Tour de Langkawi de 1998 i el Tour del llac Qinghai de 2007.
En retirar-se, a finals del 2008, passà a desenvolupar tasques de director esportiu a l'equip italo-polonès Team Corratec.

## Palmarès
- 1994
  - 1r al Trofeu Adolfo Leoni
- 1997
  - Vencedor d'una etapa del Giro d'Itàlia
  - Vencedor d'una etapa de la Volta a Euskadi
- 1998
  - 1r al Tour de Langkawi
- 1999
  - Vencedor d'una etapa de la Volta a Suïssa
- 2000
  - 1r a la HEW Cyclassics
  - Vencedor d'una etapa de la Volta a Catalunya
- 2007
  - 1r al Tour del llac Qinghai

### Resultats al Giro d'Itàlia
- 1996. 57è de la classificació general
- 1997. 53è de la classificació general. Vencedor d'una etapa
- 1998. 41è de la classificació general
- 1999. 16è de la classificació general
- 2000. 45è de la classificació general
- 2001. 60è de la classificació general
- 2002. 72è de la classificació general
- 2006. 106è de la classificació general
- 2008. 71è de la classificació general